# Campionati mondiali di skeleton 2015
I Campionati mondiali di skeleton 2015, ventiquattresima edizione della manifestazione organizzata dalla Federazione Internazionale di Bob e Skeleton, si sono tenuti dal 1º al 7 marzo 2015 a Winterberg, in Germania, sulla pista omonima e si sono disputate gare in due differenti specialità: nel singolo uomini e nel singolo donne.
Le vittorie sono state conquistate dal lettone Martins Dukurs, al suo terzo trionfo iridato, e dalla britannica Elizabeth Yarnold; grazie a questo risultato lo stesso Dukurs ha affiancato lo svizzero Gregor Stähli in testa alla classifica dei plurivincitori della specialità.
Anche questa edizione dei mondiali, come ormai da prassi iniziata nella rassegna di Schönau am Königssee 2004, si è svolta contestualmente a quella di bob e proprio insieme agli atleti di quest'ultima disciplina è stato assegnato il titolo nella prova a squadre che ha visto trionfare la squadra tedesca.

## Risultati

### Singolo uomini
La gara si è disputata dal 5 al 6 marzo nell'arco di quattro manches ed hanno preso parte alla competizione 34 atleti in rappresentanza di 17 differenti nazioni; campione uscente era il russo Aleksandr Tret'jakov, che ha concluso la prova al secondo posto, ed il titolo è stato conquistato dal lettone Martins Dukurs, già campione iridato a Schönau am Königssee 2011 ed a Lake Placid 2012 e due volte medaglia d'argento olimpica a Vancouver 2010 ed a Soči 2014, mentre terzo è giunto Tomass Dukurs, fratello del vincitore.
| Pos. | Atleti                 | Nazione       | Tempo   | Distacco |
| ---- | ---------------------- | ------------- | ------- | -------- |
|      | Martins Dukurs         | Lettonia      | 3'43"23 |          |
|      | Aleksandr Tret'jakov   | Russia        | 3'43"92 | +0"69    |
|      | Tomass Dukurs          | Lettonia      | 3'44"75 | +1"52    |
| 4    | Nikita Tregubov        | Russia        | 3'45"39 | +2"16    |
| 5    | Christopher Grotheer   | Germania      | 3'45"53 | +2"30    |
| 6    | Axel Jungk             | Germania      | 3'45"63 | +2"40    |
| 7    | Dominic Edward Parsons | Gran Bretagna | 3'45"99 | +2"76    |
| 8    | Yun Sung-bin           | Corea del Sud | 3'46"09 | +2"86    |
| 9    | Kilian von Schleinitz  | Germania      | 3'46"28 | +3"05    |
| 10   | Sergej Čudinov         | Russia        | 3'46"50 | +3"27    |

### Singolo donne
La gara si è disputata dal 6 al 7 marzo nell'arco di quattro manches ed hanno preso parte alla competizione 29 atlete in rappresentanza di 18 differenti nazioni; campionessa uscente era la britannica Shelley Rudman, non presente a questa edizione dei mondiali, ed il titolo è stato conquistato dalla connazionale Elizabeth Yarnold, già medaglia di bronzo a Lake Placid 2012 e vincitrice dell'oro olimpico a Soči 2014, davanti alla tedesca Jacqueline Lölling ed alla canadese Elisabeth Vathje.
| Pos. | Atleti             | Nazione       | Tempo   | Distacco |
| ---- | ------------------ | ------------- | ------- | -------- |
|      | Elizabeth Yarnold  | Gran Bretagna | 3'49"95 |          |
|      | Jacqueline Lölling | Germania      | 3'50"62 | +0"67    |
|      | Elisabeth Vathje   | Canada        | 3'50"74 | +0"79    |
| 4    | Jane Channell      | Canada        | 3'50"80 | +0"85    |
| 5    | Tina Hermann       | Germania      | 3'50"84 | +0"89    |
| 6    | Janine Flock       | Austria       | 3'51"50 | +1"55    |
| 7    | Laura Deas         | Gran Bretagna | 3'51"53 | +1"58    |
| 8    | Marina Gilardoni   | Svizzera      | 3'51"68 | +1"73    |
| 9    | Rose McGrandle     | Gran Bretagna | 3'51"71 | +1"76    |
| 10   | Lanette Prediger   | Canada        | 3'51"94 | +1"99    |

### Gara a squadre
La gara si è disputata il 1º marzo ed ogni squadra nazionale ha potuto prendere parte alla competizione con due formazioni; nello specifico la prova ha visto la partenza di uno skeletonista, di un equipaggio del bob a due femminile, di una skeletonista e di un equipaggio del bob a due maschile per ognuna delle 10 formazioni, che hanno gareggiato ciascuno in una singola manche; la somma totale dei tempi così ottenuti ha laureato campione la squadra tedesca di Axel Jungk, Cathleen Martini, Lisette Thöne, Tina Hermann, Francesco Friedrich e Martin Grothkopp davanti a quella dei connazionali composta da Christopher Grotheer, Anja Schneiderheinze, Franziska Bertels, Anja Selbach, Johannes Lochner e Gregor Bermbach e da quella canadese formata da Dave Greszczyszyn, Kaillie Humphries, Kate O'Brien, Elisabeth Vathje, Justin Kripps e Alexander Kopacz. La squadra Russia-1, che conquistò inizialmente la medaglia di bronzo, è stata squalificate a marzo del 2021 a causa della nota vicenda doping emersa dopo le olimpiadi di Soči 2014.
| Pos. | Squadra        | Atleti | Tempo   | Distacco |
| ---- | -------------- | --- | ------- | -------- |
|      | Germania I     | Axel Jungk Cathleen Martini / Lisette Thöne Tina Hermann Francesco Friedrich / Martin Grothkopp                                  | 3'48"83 |          |
|      | Germania II    | Christopher Grotheer Anja Schneiderheinze / Franziska Bertels Anja Selbach Johannes Lochner / Gregor Bermbach                    | 3'49"27 | +0"44    |
|      | Canada         | Dave Greszczyszyn Kaillie Humphries / Kate O'Brien Elisabeth Vathje Justin Kripps / Alexander Kopacz                             | 3'50"01 | +1"18    |
| 5    | Stati Uniti I  | Matthew Antoine Elana Meyers-Taylor / Cherrelle Garrett Annie O'Shea Steven Holcomb / Adrian Adams                               | 3'50"36 | +1"53    |
| 6    | Austria        | Matthias Guggenberger Christina Hengster / Sanne Dekker Janine Flock Benjamin Maier / Christian Smetana                          | 3'50"62 | +1"79    |
| 7    | Stati Uniti II | Kyle Tress Jamie Greubel-Poser / Lauren Gibbs Megan Henry Nick Cunningham / James Reed                                           | 3'51"10 | +2"27    |
| 8    | Gran Bretagna  | Dominic Edward Parsons Victoria Olaoye / Lucy Onyeforo Laura Deas Lamin Deen / Simeon Williamson                                 | 3'51"90 | +3"07    |
| 9    | Romania        | Dorin Dumitru Velicu Maria Adela Constantin / Andreea Grecu Maria Marinela Mazilu Dorin Alexandru Grigore / Florin Cezar Crăciun | 3'52"08 | +3"25    |
| 10   | Russia II      | Sergej Čudinov Nadežda Sergeeva / Julija Šokšueva Julija Kanakina Aleksej Stul'nev / Vasilij Kondratenko                         | 3'53"43 | +4"60    |
| DSQ  | Russia I       | Aleksandr Tret'jakov Aleksandra Rodionova / Nadežda Paleeva Marija Orlova Aleksandr Kas'janov / Il'vir Chuzin                    | 3'49"36 | +0"53    |

## Medagliere
| Posizione | Nazione       | Oro | Argento | Bronzo | Totale |
| --------- | ------------- | --- | ------- | ------ | ------ |
| 1         | Germania      | 1   | 2       | 0      | 3      |
| 2         | Lettonia      | 1   | 0       | 1      | 2      |
| 3         | Gran Bretagna | 1   | 0       | 0      | 1      |
| 4         | Russia        | 0   | 1       | 0      | 1      |
| 5         | Canada        | 0   | 0       | 2      | 2      |
| Totale    | Totale        | 3   | 3       | 3      | 9      |